# Satellite Awards 2008
12. ročník udílení Satellite Awards se konal dne 16. prosince 2007. Nejvíce cen získal film Juno, celkově 3. Nejvíce nominací získaly film Tahle země není pro starý a  Východní přísliby, celkem 6. Nejvíce cen získal seriál Dexter, celkem 3. V oblasti televize získaly nejvíce nominací seriál Chirurgové a televizní film Lord Longford.

## Nominace a vítězové

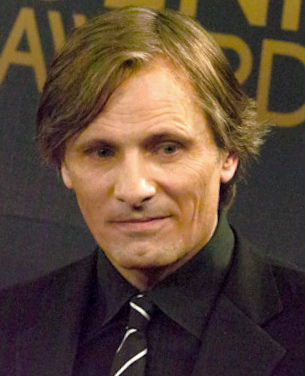
Viggo Mortensen, vítěz v kategorii nejlepší mužský herecký výkon v hlavní roli (drama)

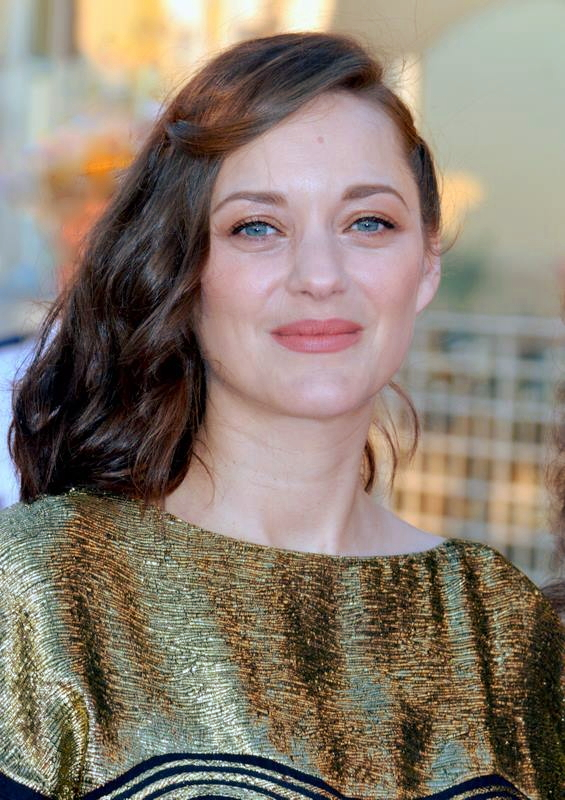
Marion Cotillard, vítězka v kategorii nejlepší ženský herecký výkon v hlavní roli (drama)

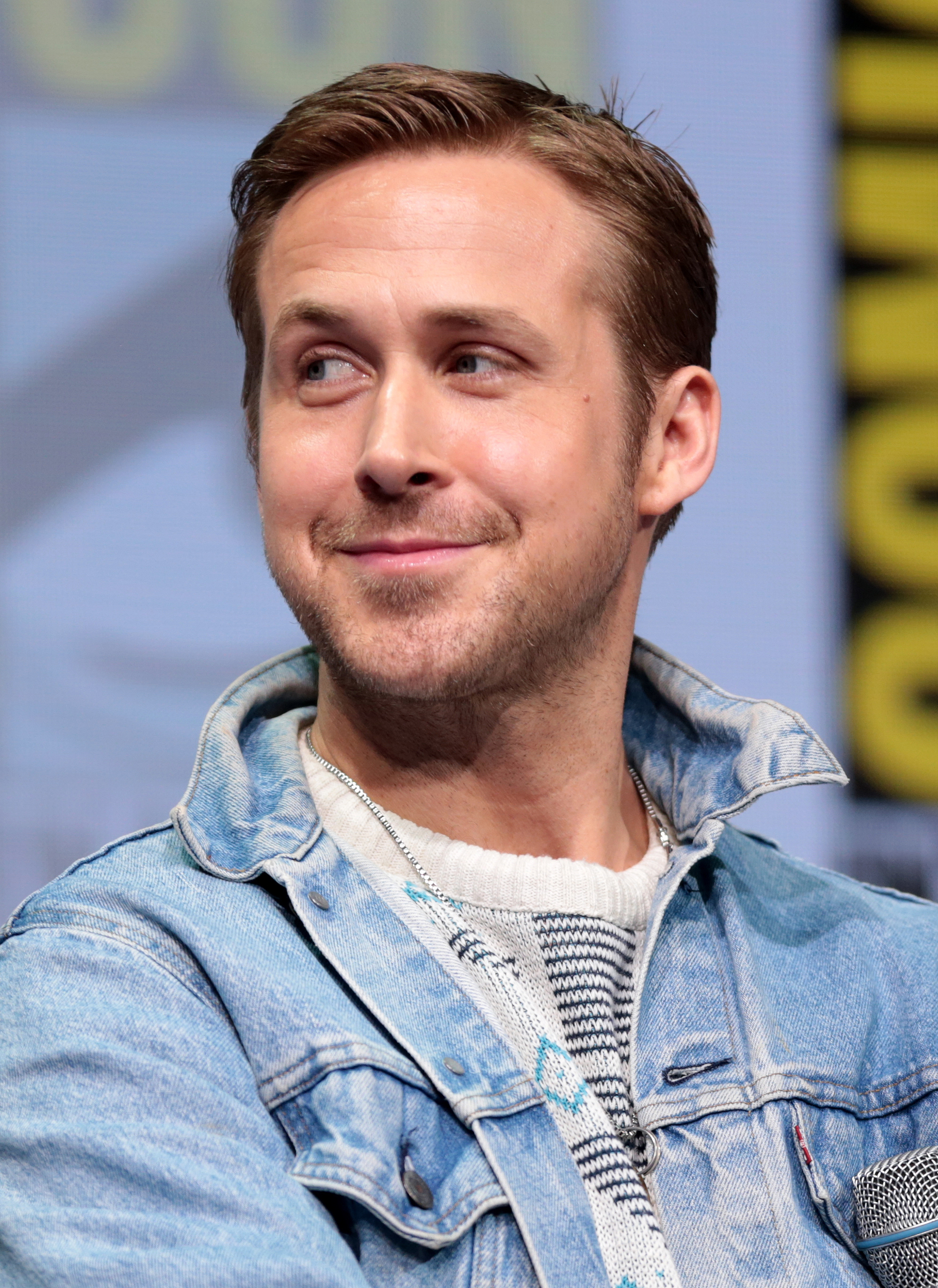
Ryan Gosling, vítěz v kategorii nejlepší mužský herecký výkon v hlavní roli (komedie/muzikál)

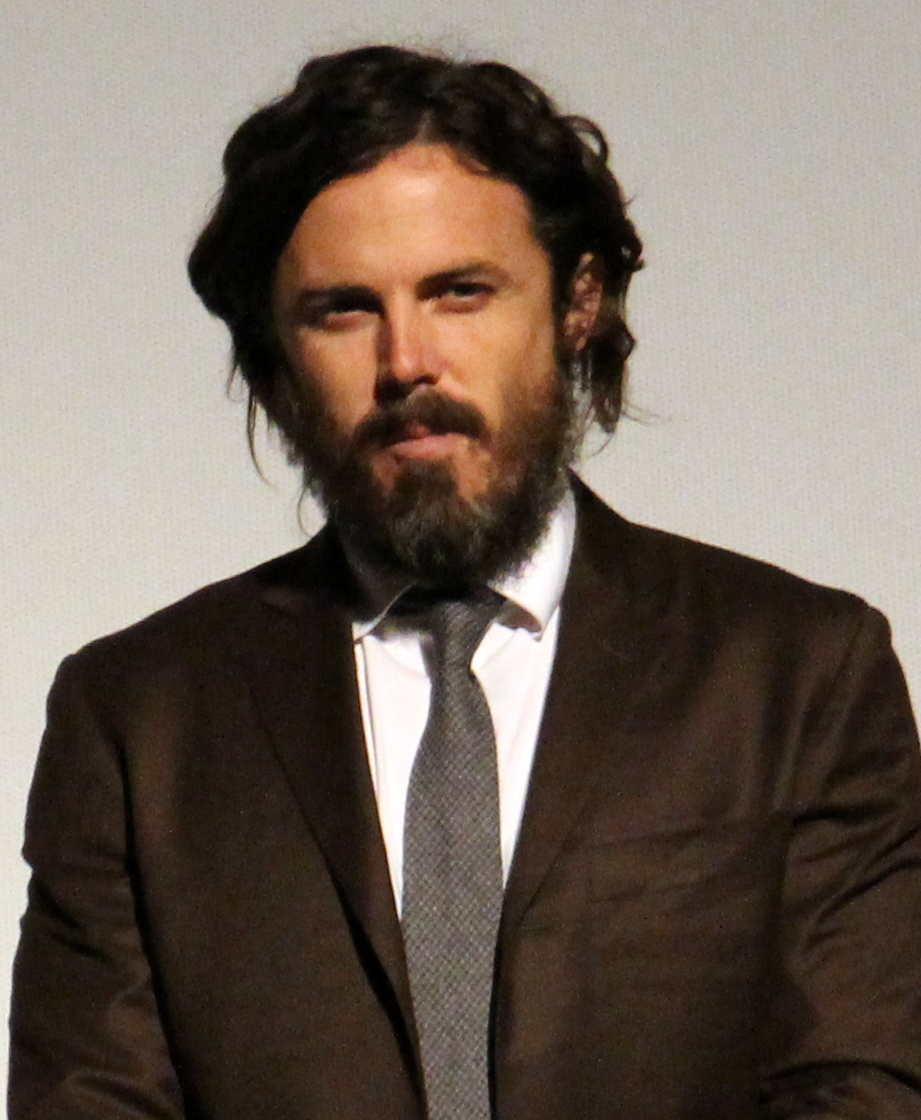
Casey Affleck, vítěz v kategorii nejlepší mužský herecký výkon ve vedlejší roli

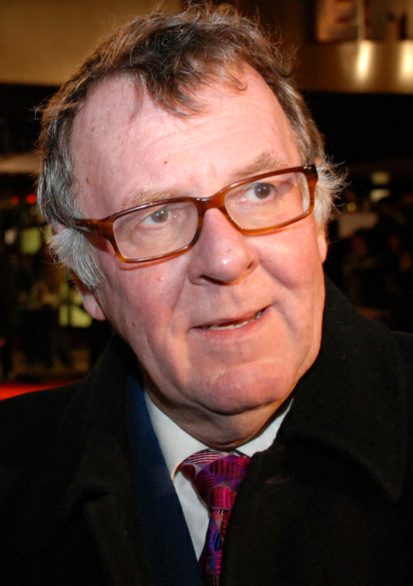
Tom Wilkinson, vítěz v kategorii nejlepší mužský herecký výkon ve vedlejší roli

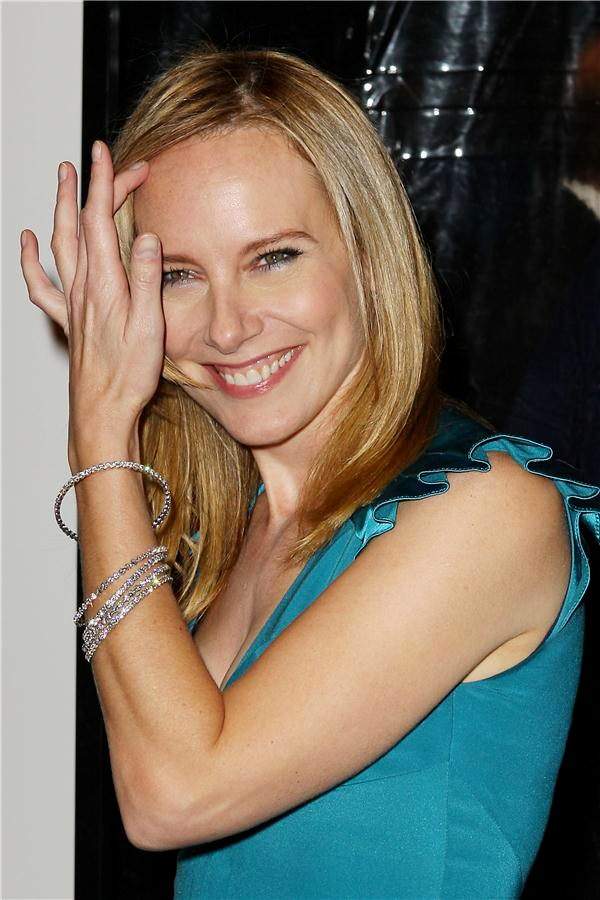
Amy Ryan, vítězka v kategorii nejlepší ženský herecký výkon ve vedlejší roli

### Speciální ocenění
- Auter Award: Julian Schnabel
- Mary Pickford Award: Kathy Bates
- Nikola Tesla Award: Dennis Muren

### Film
| Nejlepší film (drama) | Nejlepší film (muzikál/komedie) |
| --- | --- |
| Tahle země není pro starý - 3:10 Vlak do Yumy - Daleko od ní - Než ďábel zjistí, že seš mrtvej - Východní přísliby - Komplic | Juno - Hairspray - Zbouchnutá - Lars a jeho vážná známost - Svatba podle Margot - Sejmi se všechny |
| Nejlepší obsazení | Nejlepší režie |
| Než ďábel zjistí, že seš mrtvej | Bratři Coenové – Tahle země není pro starý - David Cronenberg – Východní přísliby - Olivier Dahan – Edith Piaf - Ang Lee – Touha, opatrnost - Sidney Lumet – Než ďábel zjistí, že seš mrtvej - Sarah Polley – Daleko od ní                                                                                         |
| Nejlepší herec v hlavní roli (drama) | Nejlepší herečka v hlavní roli (drama) |
| Viggo Mortensen – Východní přísliby - Christian Bale – Temný úsvit - Josh Brolin – Tahle země není pro starý - Frank Langella – Starting Out in the Evening - Tommy Lee Jones – V údolí Elah - Denzel Washington – Americký gangster  | Marion Cotillard – Edith Piaf - Julie Christie – Daleko od ní - Angelina Jolie – Síla srdce - Keira Knightley – Pokání - Laura Linneyová – Divoši - Tilda Swinton – Stephanie Daley |
| Nejlepší herec v hlavní roli (muzikál/komedie) | Nejlepší herečka v hlavní roli (muzikál/komedie) |
| Ryan Gosling – Lars a jeho vážná známost - Don Cheadle – Z vězení do éteru - Richard Gere – Skandál - Ben Kingsley – Deník zabijáka - Clive Owen – Sejmi je všechny - Seth Rogen – Zbouchnutá                                         | Ellen Page – Juno - Amy Adamsová – Kouzelná romance - Cate Blanchett – Beze mě: Šest tváří Boba Dylana - Katherine Heiglová – Zbouchnutá - Nicole Kidman – Svatba podle Margot - Emily Mortimer – Lars a jeho vážná známost                                                                                        |
| Nejlepší herec ve vedlejší roli | Nejlepší herečka ve vedlejší roli |
| Casey Affleck – Zabití Jesseho Jamese zbabělcem Robertem Fordem a Tom Wilkinson – Michael Clayton (remíza) - Javier Bardem – Tahle země není pro starý - Brian Cox – Zodiac - Jeff Daniels – Komplic - Ben Foster – 3:10 Vlak do Yumy | Amy Ryan – Gone Baby Gone - Ruby Dee – Americký gangster - Taraji P. Henson – Z vězení do éteru - Saoirse Ronan – Pokání - Emmanuelle Seigner – Edith Piaf - Tilda Swinton – Michael Clayton |
| Nejlepší původní scénář | Nejlepší adaptovaný scénář |
| Diablo Cody – Juno - Kelly Masterson – Než ďábel zjistí, že seš mrtvej - Steven Knight – Východní přísliby - Nancy Oliver – Lars a jeho vážná známost - Scott Frank – Komplic - Tony Gilroy – Michael Clayton                         | Christopher Hampton – Pokání - Sarah Polley – Dalek od ní - David Benioff – Lovec draků - Hui-Ling Wang a James Schamus – Touha, opatrnost - Bratři Coenové – Tahle země není pro starý - James Vanderbilt – Zodiac                                                                                                |
| Nejlepší skladatel | Nejlepší původní píseň |
| Lovec draků – Alberto Iglesias - Zabití Jesseho Jamese zbabělcem Robertem Fordem – Nick Cave - Pokání – Dario Marianelli - Východní přísliby – Howard Shore - Komplic – James Newton Howard - Ratatouille – Michael Giacchino         | „Grace is Gone“ – Clint Eastwood a Carole Bayer Sager – Grace už není - „Come So Far“ – Marc Shaiman – Hairspray - „Do You Feel Me“ – Diane Warren –Americký gangster - „If You Want Me“ – Glen Hansard a Markéta Irglová – Once - „Lyra“ – Kate Bushová – Zlatý kompas - „Rise“ – Eddie Vedder – Útěk do divočiny |
| Nejlepší film (animovaný nebo mix médií) | Nejlepší cizojazyčný film |
| Ratatouille - 300: Bitva u Thermopyl - Beowulf - Zlatý kompas - Persepolis - Simpsonovi ve filmu - Shrek Třetí | Touha, opatrnost (Tchaj-wan) - 4 měsíce, 3 týdny a 2 dny (Rumunsko) - Edith Piaf (Francie) - Ofsajd (Írán) - Sirotčinec (Španělsko) - Deset kánoí (Austrálie) |
| Nejlepší dokument | Nejlepší kamera |
| SiCKO - 11. hodina - Za Dárfúr! - The King of Kong - Lake of Fire - Konec v nedohlednu | Skafandr a motýl – Janusz Kamiński - Across The Universe – Bruno Delbonnel - Zabití Jesseho Jamese zbabělcem Robertem Fordem – Roger Deakins - Zlatý kompas – Henry Braham - Až na krev – Robert Elswit - Zodiac – Harris Savides                                                                                  |
| Nejlepší vizuální efekty | Nejlepší výprava |
| 300: Bitva u Thermopyl - Beowulf - Bourneovo ultimátum - Kouzelná romance - Zlatý kompas - Transformers | Královna Alžběta: Zlatý věk - Across the Universe - Nezlomná vůle - Zabití Jesseho Jamese zbabělcem Robertem Fordem - Hairspray - Sunshine |
| Nejlepší střih | Nejlepší zvuk |
| Americký gangster - Bourneovo ultimátum - Východní přísliby - Komplic - Edith Piaf - Tahle země není pro starý | Bourneovo ultimátum - 300: Bitva u Thermopyl - Zlatý kompas - Já, legenda - Edith Piaf - Piráti z Karibiku: Na konci světa |
| Nejlepší kostýmy | |
| Královna Alžběta: Zlatý věk - Nezlomná vůle - Pokání - Goyovy přízraky - Hairspray - Edith Piaf | |

### Televize
| Nejlepší seriál (drama) | Nejlepší seriál (muzikál nebo komedie) |
| --- | --- |
| Dexter - Bratři a sestry - Světla páteční noci - Chirurgové - Šílenci z Manhattanu - Invaze buranů | Řekni, kdo tě zabil - Chuck - Komparz - Flight of the Conchords - Ošklivka Betty - Tráva |
| Nejlepší minisérie | Nejlepší obsazení |
| The Amazing Mrs Pritchard - V síti CIA - Osudová láska Jany Eyrové - Pět dnů - Odložená žena | Šílenci z Manhattanu |
| Nejlepší herec (drama) | Nejlepší herečka (drama) |

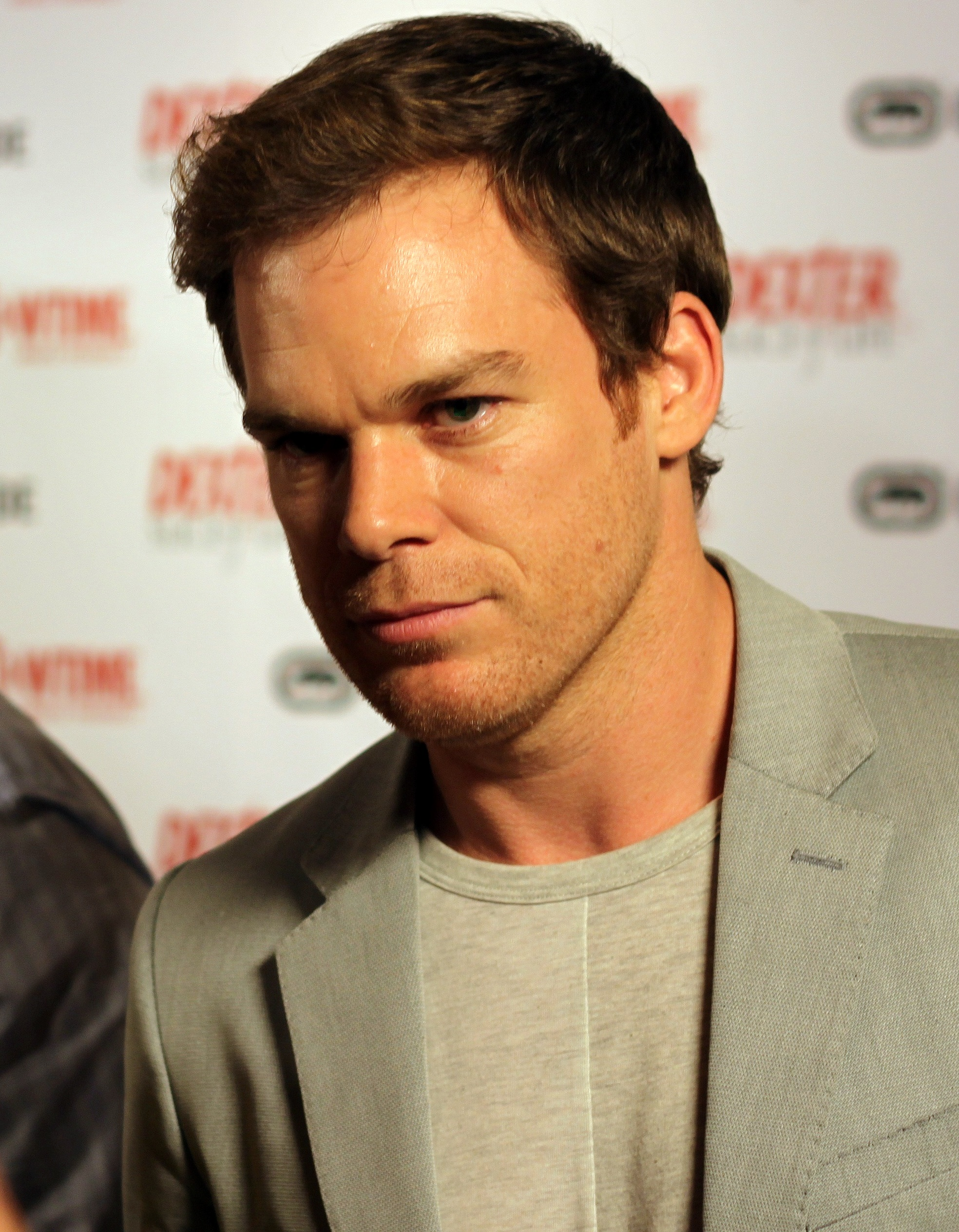
Michael C. Hall, vítěz v kategorii nejlepší mužský herecký výkon v hlavní roli (drama)

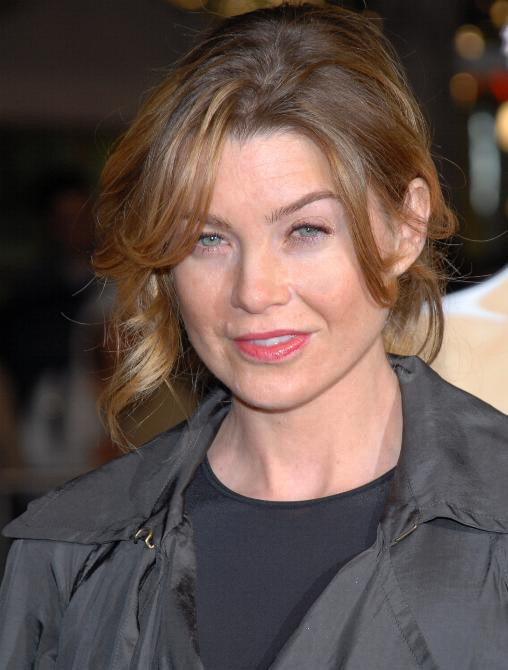
Ellen Pompeo, Best Actress in a Drama Series winner

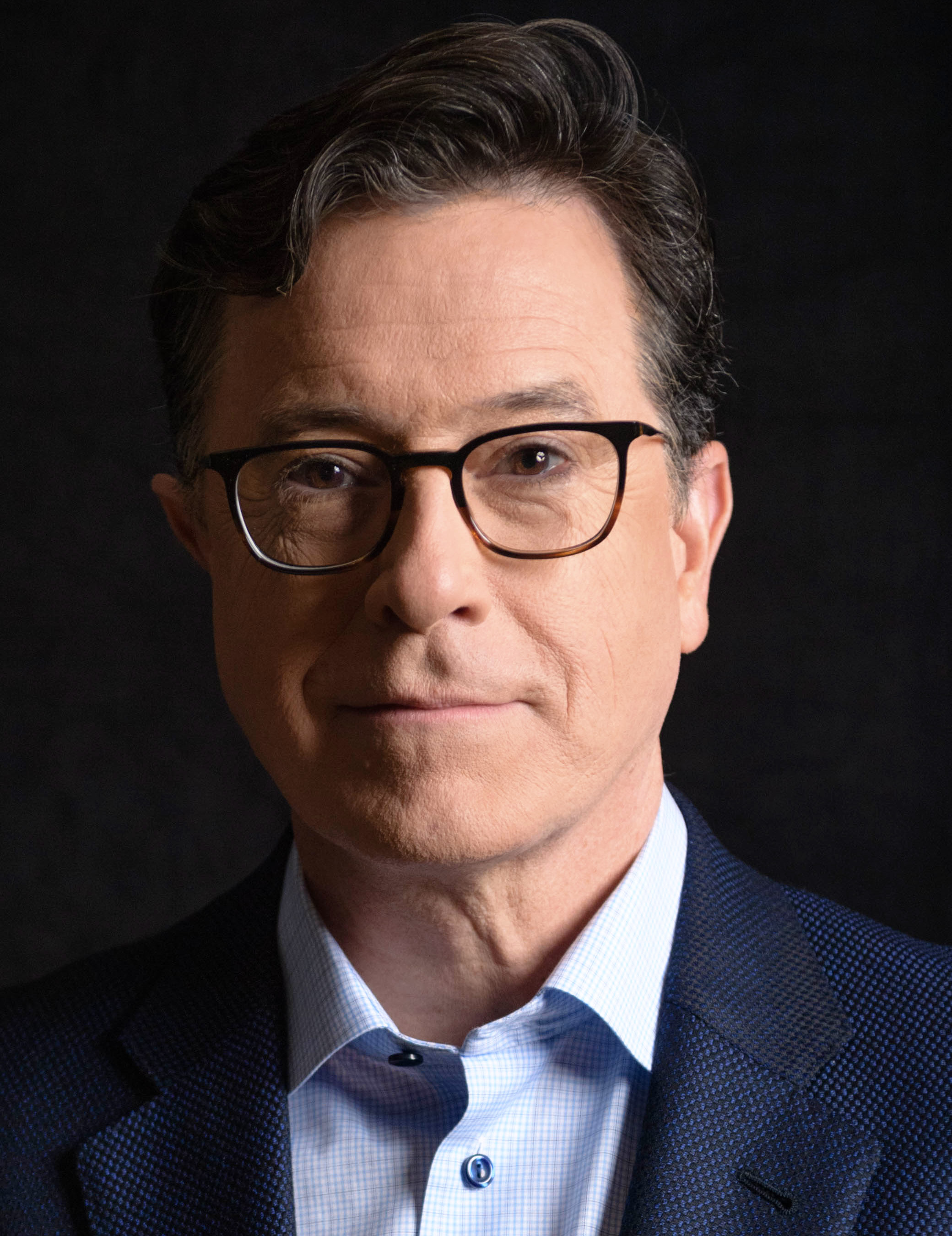
Stephen Colbert, vítěz v kategorii nejlepší mužský herecký výkon v hlavní roli (komedie/muzikál)

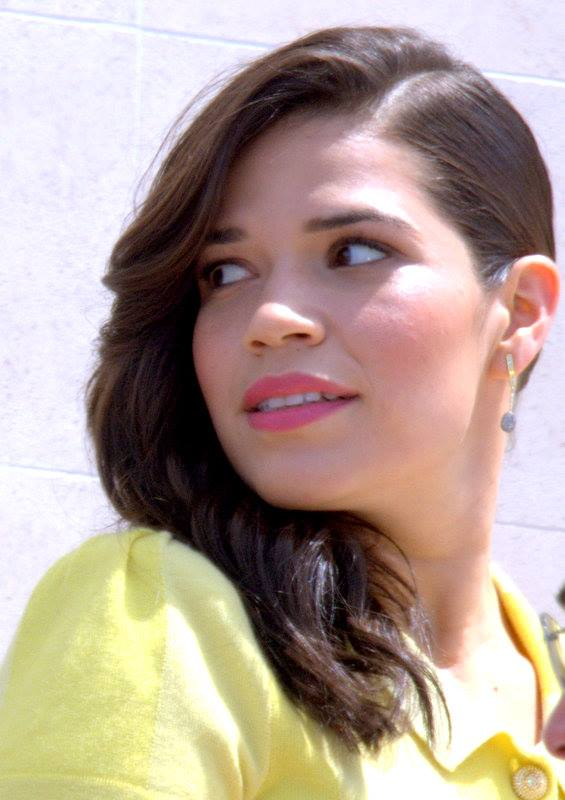
American Ferrera, Best Actress in a Comedy or Musical Series winner

| Michael C. Hall – Dexter - Eddie Izzard – Invaze buranů - Hugh Laurie – Dr. House - Denis Leary – Zachraň mě - Bill Paxton – Velká láska - James Woods – Žralok                                                                              | Ellen Pompeo – Chirurgové - Glenn Close – Patty Hewes – nebezpečná advokátka - Minnie Driver – Invaze buranů - Sally Fieldová – Bratři a sestry - Kyra Sedgwick – Closer - Jeanne Tripplehorn – Velká láska                                                       |
| Nejlepší herec (muzikál nebo komedie) | Nejlepší herečka (muzikál nebo komedie) |
| Stephen Colbert – The Colbert Report - Alec Baldwin – Studio 30 Rock - Steve Carell – Kancl - Ricky Gervais – Komparz - Zachary Levi – Chuck - Lee Pace – Řekni, kdo tě zabil                                                                | America Ferrera – Ošklivka Betty - Tina Fey – Studio 30 Rock - Anna Friel – Řekni, kdo tě zabil - Patricia Heaton – Zpátky do studia - Felicity Huffmanová – Zoufalé manželky - Julia Louis-Dreyfus – Nové trable staré Christine                                 |
| Nejlepší herec (minisérie nebo TV film) | Nejlepší herečka (minisérie nebo TV film) |
| David Oyelowo – Pět dní - Jim Broadbent – Lord Longford - Robert Lindsay – The Trial of Tony Blair - Aidan Quinn – Mé srdce pohřběte u Wounded Knee - Tom Selleck – Jesse Stone: Radikální změna - Toby Stephens – Osudová láska Jany Eyrové | Samantha Morton – Lord Longford - Ellen Burstyn – Oprah Winfrey Presents: Mitch Albom's For One More Day - Queen Latifah – Životní poslání - Debra Messing – Odložená žena - Sharon Small – Případy inspektora Lynleyho - Ruth Wilson – Osudová láska Jany Eyrové |
| Nejlepší herec ve vedlejší roli | Nejlepší herečka ve vedlejší roli |
| David Zayas – Dexter - Harry Dean Stanton – Velká láska - Michael Emerson – Ztraceni - Justin Kirk – Viceprezident(ka) - T. R. Knight – Chirurgové - Masi Oka – Hrdinové - Andy Serkis – Lord Longford                                       | Vanessa Williams – Ošklivka Betty - Polly Bergen – Zoufalé manželky - Judy Davisová – Odložená žena - Rachel Griffiths – Bratři a sestry - Jaime Pressly – Jmenuju se Earl - Chandra Wilson – Chirurgové                                                          |
| Nejlepší TV film | |
| Oprah Winfrey Presents: Mitch Albom's For One More Day - Mé srdce pohřběte u Wounded Knee - Životní poslání - Lord Longford - The Trial of Tony Blair - Žabáková dobrodružství                                                               | |